# Ramon Tremosa i Balcells
Ramon Tremosa i Balcells (Sant Boi de Llobregat, 30 de juny de 1965) és un economista i polític català, professor titular del Departament de Teoria Econòmica de la Universitat de Barcelona, en la qual és investigador en el Centre d'Anàlisi Econòmica i de les Polítiques Socials. Ha sigut parlamentari europeu pel Partit Demòcrata Europeu Català entre els anys 2009 i 2019. Del 3 de setembre de 2020 al 25 de maig de 2021 va ser conseller d'Empresa i Coneixement del Govern de la Generalitat de Catalunya. Entre el maig del 2023 i el gener de 2025 va ser regidor a l'ajuntament de Barcelona, amb l'equip de Xavier Trias per Junts per Catalunya.

## Biografia
Ramon Tremosa va nàixer el 30 de juny de 1965 a Barcelona al si d'una família originària de l'oest de Catalunya (la Ribagorça i el Pla d'Urgell). Fins a l'edat de 15 anys visqué a Sant Boi de Llobregat, on va estudiar als Salesians abans de traslladar-se al barri de Gràcia. Allà prosseguí els seus estudis a La Salle.
Llicenciat en Ciències Econòmiques per la Universitat de Barcelona l'any 1992, posteriorment hi va col·laborar com a professor associat de Teoria econòmica, i l'any 1999 es va doctorar amb una tesi referida a l'impacte de la política monetària sobre els resultats empresarials en la manufactura catalana (1983-1995). L'any 1999 també va realitzar un Màster en Anàlisi Econòmica Aplicada a la Universitat Pompeu Fabra. Des de l'any 2002 és professor titular del departament de Teoria Econòmica de la Universitat de Barcelona.
Militants de Convergència Democràtica de Catalunya des de 1985, el 2002 abandonà el partit per discrepàncies amb el pacte amb el Partit Popular. També encapçalà una plataforma d'economistes contraris a l'Estatut d'Autonomia de Catalunya de 2006.

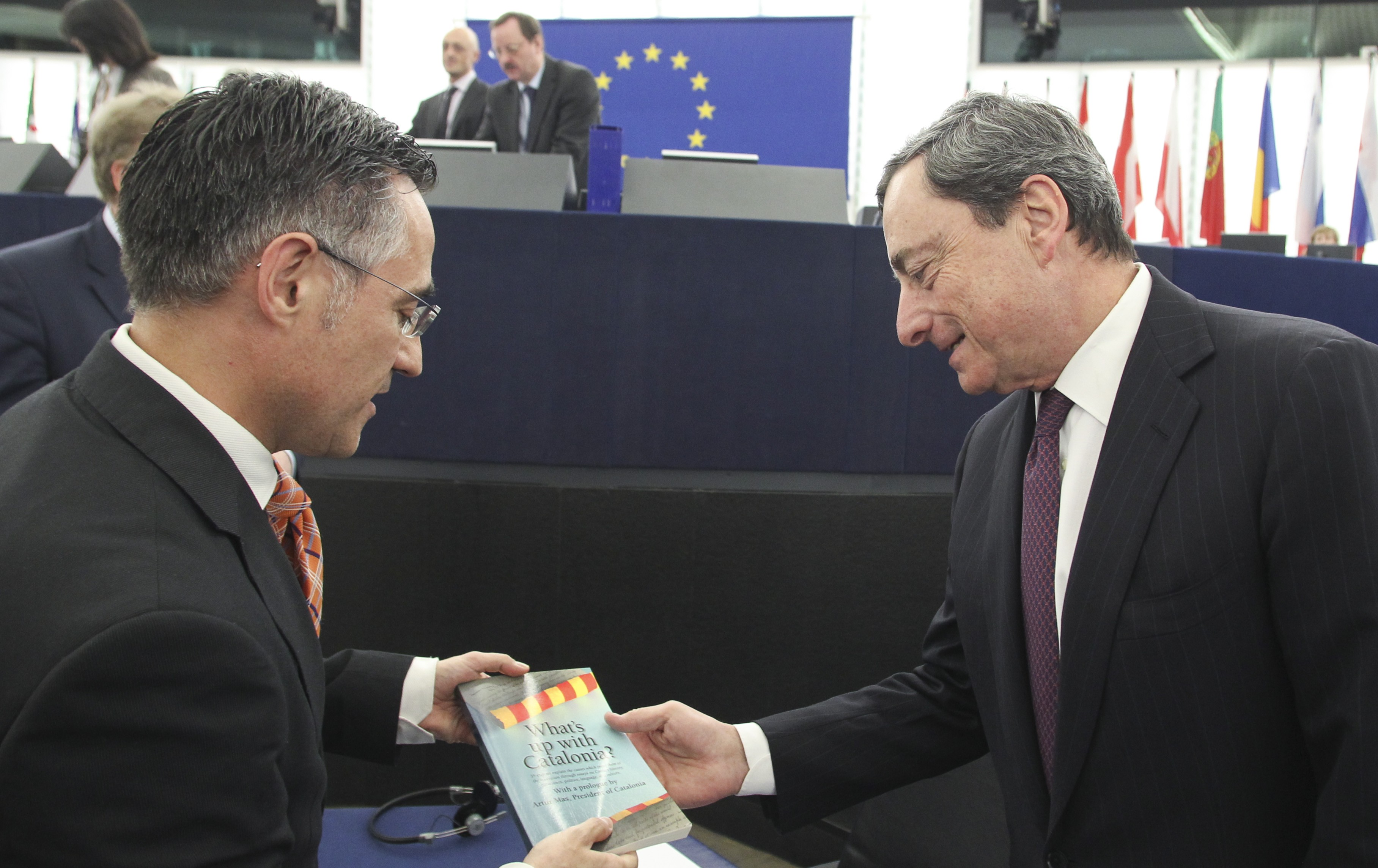
Tremosa donant el llibre sobre la situació a Catalunya a Mario Draghi, a Estrasburg.

Ramon Tremosa va ser el cap de llista de Convergència i Unió (CiU) com a independent a les eleccions al Parlament Europeu 2009, on va resultar elegit com a diputat. En el seu llibre El sobiranisme necessari exposa la seva visió de com ha d'actuar el catalanisme a la UE: «tocant de peus a terra, aprofitant l'impuls de les noves dinàmiques econòmiques i fugint de tota marginalitat». Entre 2009 i 2014 va ser membre de les Comissions d'Economia i Transports al Parlament Europeu i va ser el diputat ponent de la nova supervisió financera europea (2010), de l'informe del Banc Central Europeu (2011) i de l'informe sobre Competència (2012); també va participar en els debats sobre el corredor mediterrani, com ara el de la directiva European Single Railway Area i va seguir activament els debats sobre la reforma de la Política Agrària Comuna. Va ser reelegit diputat les eleccions al Parlament Europeu de 2014. Des de llavors, va ser membre de les Comissions d'economia i de Comerç Internacional, a més de ser membre de les delegacions dels Estats Units i d'Israel.
Amb l'eurodiputat d'ICV Raül Romeva, Tremosa va ser un dels eurodiputats més compromesos amb la defensa del català i de Catalunya davant la Unió Europea, destacant-se tots dos en el procés de preparació de les mentalitats europees a una eventual independència catalana.
El 3 de setembre de 2020 fou nomenat Conseller d'Empresa i Coneixement del Govern Torra en substitució d'Àngels Chacón. Sota el seu mandat es va aprovar la Llei de facilitació de l'activitat econòmica i la de les àrees de promoció econòmica urbana, encara que la Llei de cambres, prevista per a la dotzena legislatura, no es va poder aprovar per diferències polítiques. Amb l'esclat de la pandèmia de la COVID-19, el seu departament va haver de gestionar algunes de les ajudes pels negocis afectats pels diversos tancaments dictats per reduir la incidència del virus.
El maig de 2023 va entrar com a regidor a l'ajuntament de Barcelona quan el candidat Xavier Trias es va imposar a les eleccions municipals, tot i que, malgrat guanyar-les, no va poder ser alcalde perquè BComú, amb Ada Colau al davant, i el PP de Daniel Sirera van investir Jaume Collboni, del PSC, com a alcalde. El gener de 2025 va anunciar que deixava l'ajuntament per centrar-se en la docència a la UB.

## Llibres publicats
- Competitivitat de l'economia catalana en l'horitzó 2010: Efectes macroeconòmics del dèficit fiscal amb l'Estat espanyol (2003)
- Polítiques públiques: una visió renovada (2004)
- L'espoli fiscal. Una asfíxia premeditada (2004)
- Estatut de Catalunya, veritats contra mentides (2005)
- Estatut, aeroports i ports de peix al cove (2006)
- Catalunya serà logística o no serà (2007)
- Catalunya, país emergent (2008)
- Catalonia, An Emerging Economy (2010)
- Let Catalonia Vote (2015)
- Cinquanta són cinquanta (2015)
- L'Europa que han fet fracassar (2016)
- Què fan els bancs centrals! Sobre la injecció massiva de diners i el deute més alt de la història (2019)